# Рашковићи (Горажде)
Рашковићи је насељено мјесто у граду Горажду, Босна и Херцеговина.

## Становништво
|         | 2013.       | 1991.        | 1981.        | 1971.        |
| Укупно  | 11 (100,0%) | 32 (100,0%)  | 41 (100,0%)  | 50 (100,0%)  |
| Бошњаци | 11 (100,0%) | 32 (100,0%)1 | 41 (100,0%)1 | 49 (98,00%)1 |
| Срби    | –           | –            | –            | 1 (2,000%)   |

1. 1 На пописима од 1971. до 1991. Бошњаци су пописивани углавном као Муслимани.